# HQ-22
HQ-22 je sustav protuzračne obrane s poluaktivnim radarskim navođenjem i radijski upravljanim navođenjem srednjeg do dugog dometa razvijen i proizveden u Kini.

## Dizajn
Tipična baterija HQ-22 uključuje jedno radarsko vozilo i tri lansera transportera opremljena s po četiri projektila. Svaka baterija navodno može gađati šest zračnih ciljeva istovremeno.
Raketni sustav generalno se uspoređuje s američkim Patriotom i ruskim mobilnim raketnim sustavom zemlja-zrak dugog dometa S-300. Iako ima kraći domet od varijanti S-300 kao što je S-300PMU-2, smatra se da ima koristi od superiornih elektroničkih protumjera (ECM) i superiornih sposobnosti protiv nevidljivih ciljeva na manjim dometima. 
Vjeruje se da je sustav mnogo jeftiniji od HQ-9 koji je također u upotrebi i bit će jedan od glavnih oslonaca kineske mreže protuzračne obrane, zamjenjujući HQ-2 projektile iz doba Hladnog rata.

### Raketa
HQ-22 ima domet do 170 kilometara i može pogoditi ciljeve na visinama od 50 metara do 27 kilometara. Projektili sustava vođeni su poluaktivnim radarskim navođenjem i mogu napadati balističke i krstareće projektile, zrakoplove, helikoptere i bespilotne letjelice.
Jedna od važnijih razlika između HQ-22 i njegovog prethodnika HQ-12 ta je što HQ-22 ima novi dizajn "bez krila".

### Radar
Sustav je sposoban lansirati 12 projektila za napad na do šest ciljeva istovremeno. Kada je pod kontrolom zapovjednog i koordinacijskog vozila može napasti do 36 ciljeva sa 72 projektila.
Projektil može koristiti ili poluaktivno radarsko kompozitno navođenje ili radio-komandno navođenje cijelim tijekom trajektorije. U početku će projektil koristiti poluaktivno radarsko navođenje, a u slučaju da naiđe na jake elektronske smetnje automatski će prijeći na radio-komandno navođenje.

### Lansirno vozilo
Vozila-nosači temelje se na šasiji konfiguracije 8×8 koju proizvodi Institut za vozila posebne namjene Hanyang. HQ-22 lansira svoje projektile pod kutom, za razliku od HQ-9 i HQ-16 koji svoje projektile lansiraju okomito.

## Varijante
- HQ-22 : Varijanta u službi Narodnooslobodilačke armije Kine s brzinom od 6 maha i dometom od 170 kilometara.
- FK-3 : Izvorna izvozna varijanta.[1] Ima brzinu od 6 maha i domet od 150 kilometara.[4]
- HQ-22B : Ažurirana verzija s poboljšanom brzinom i dometom koja može doseći 8 maha i ima domet od 200 kilometara. HQ-22B je u službi Narodnooslobodilačke armije od 2021.
- HQ-22C : Novija inačica još uvijek u razvoju kako bi se poboljšala njegova brzina na 10 maha i domet na 250 kilometara.

## Raspoređivanje
U kolovozu 2020. objavljeno je da je Srbija kupila FK-3, što je iznenadilo mnoge u ruskim medijima koji su očekivali da će umjesto toga Vojska Srbije kupiti ruski S-300. Bilo je to prvi put da je neki kineski sustav protuzračne obrane srednjeg ili dugog dometa izvezen u neku europsku zemlju.
Dana 9. travnja 2022. više transportnih zrakoplova Narodnooslobodilačke vojske Xi'an Y-20 sletjelo je u Beograd kako bi isporučilo FK-3 srpskom ratnom zrakoplovstvu i protuzračnoj obrani. Ministarstvo obrane Srbije pokazalo je 30. travnja 2022. prve slike FK-3 službeno stavljenog u službu.

## Operateri
- Kina – u službi Narodnooslobodilačke armije
- Mjanmar – u službi Tatmadawa
- Srbija – u službi Vojske Srbije
- Tajland – u službi Kraljevskih tajlandskih oružanih snaga
- Turkmenistan – u službi Oružanih snaga Turkmenistana